# プリーストリー (小惑星)
プリーストリー (5577 Priestley) は小惑星帯に位置する小惑星。スコットランド生まれのアマチュア天文家、ダンカン・ワルドロンがオーストラリアのサイディング・スプリング天文台で発見した。
小惑星番号の5577が、オーロラなどに含まれる緑色の輝線（酸素の禁制線）の波長5577Åと同じであることから、酸素を発見した18世紀のイギリスの化学者、ジョゼフ・プリーストリーに因んで命名された。